# Villa Freud (Buenos Aires)

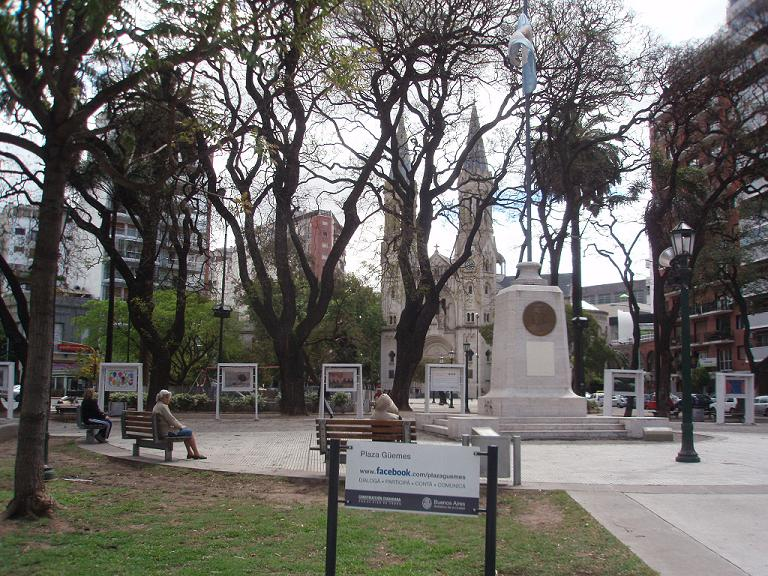
Villa Freud, Plaza Güemes, Palermo, Buenos Aires, Argentina

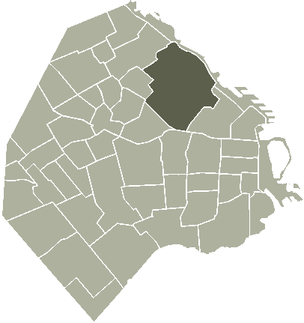
Plano de situación del barrio de Palermo.

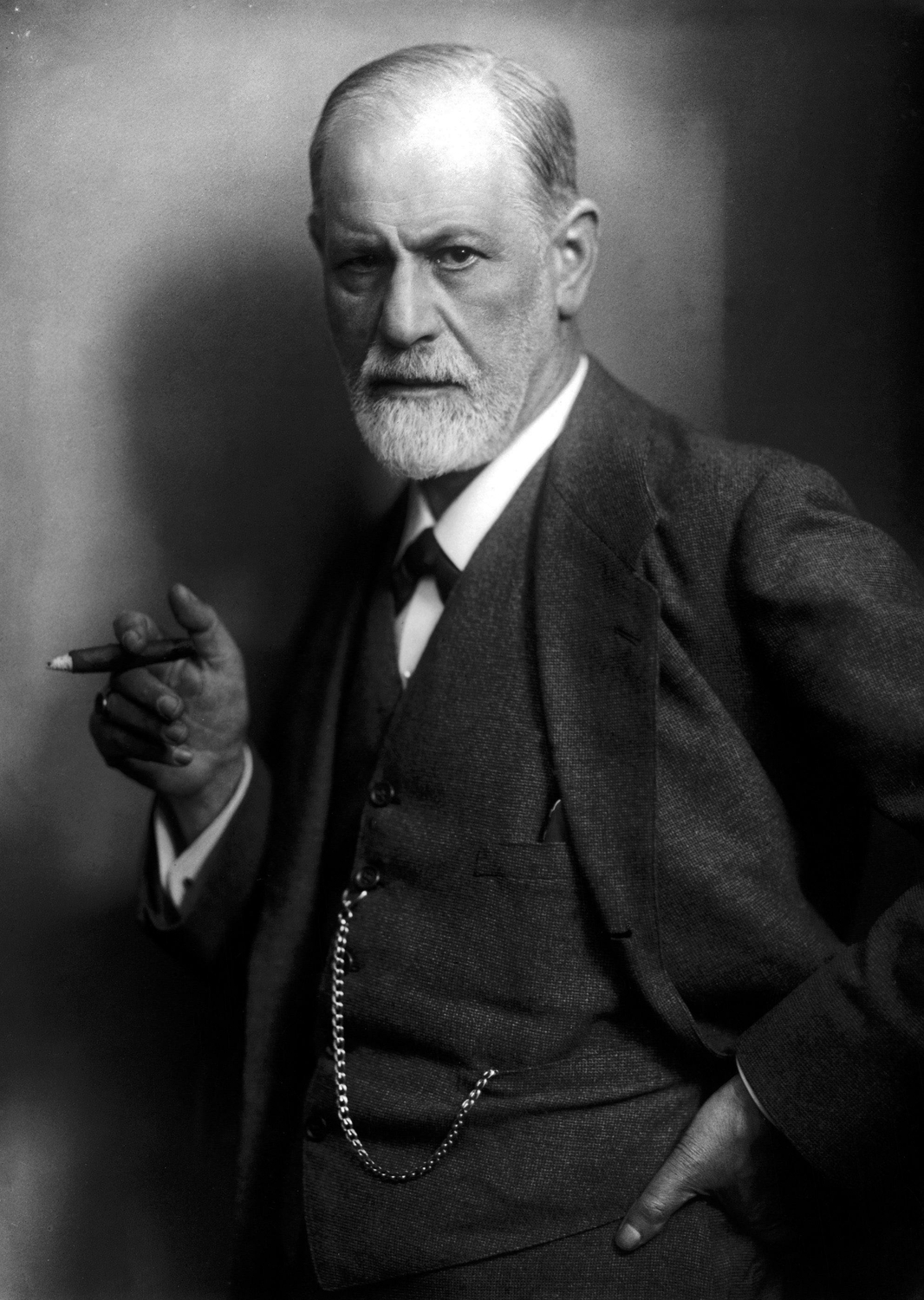
Sigmund Freud, el nombre del barrio es en referencia a él.

Villa Freud, Palermo Sensible o Guadalupe (por estar ubicado en la zona del Colegio Guadalupe) es la denominación informal para referirse a una zona dentro del barrio de Palermo, en la Ciudad de Buenos Aires. Es un barrio no oficial que comprende un pequeño sector del barrio de Palermo,aproximadamente 0,85km², y está ubicado en la zona que rodea Plaza Güemes, conocida también como "Plaza Guadalupe", entre las calles Honduras, Av. Scalabrini Ortiz, Av. Santa Fe y Av. Coronel Díaz.
Esta zona fue el foco, desde el año 1960 en adelante, de un gran número de residentes relacionados con el ejercicio del psicoanálisis, lo que dio origen al mote de "Palermo Sensible" o "Villa Freud" para referirse a este lugar. Existieron dos importantes cafés llamados Sigi y Freud en las inmediaciones de la Plaza Güemes, haciendo eco al nombre del barrio. Existe en Argentina 1 psicólogo por cada 650 habitantes, y en Buenos Aires 1 por cada 120 habitantes, muchos de ellos en las cercanías de la Plaza Güemes. Es en Argentina donde se encuentra la mayor cantidad de psicólogos en todo el continente americano. Datos publicados por La Nación, 26/07/2006, . 

## Lugares de interés
- Boulevard Charcas; entre Avenida Coronel Díaz y Salguero.
- Catedral Armenia Católica Nuestra Señora de Narek, Charcas 3529.
- Basílica del Espíritu Santo (Mansilla esquina Medrano), templo de la parroquia  Nuestra Señora de Guadalupe.
- Iglesia Ortodoxa Rusa del Patriarcado de Moscú, Bulnes 1743.
- Iglesia San Ildefonso, Guise 1941.
- Museo y Biblioteca Casa de Evaristo Carriego, Honduras 3784.
- Alto Palermo, centro comercial, Av. Santa Fe 3253.
- Pasear por Av. Coronel Díaz, Calle Honduras, Boulevard Charcas, Plaza Güemes también conocida como Plaza Guadalupe.